# Angela Bassett
Angela Evelyn Bassett (sinh ngày 16 tháng 8 năm 1958) là một diễn viên người Mỹ.

## Thời thơ ấu
Bassett sinh ra tại thành phố New York, Hoa Kỳ. Bà là con gái của Betty Jane (nhũ danh: Gilbert; 1935–2014) và Daniel Benjamin Bassett.

## Danh sách phim

### Tư cách diễn viên

#### Điện ảnh
| Năm  | Phim                                 | Vai                          | Ghi chú                            |
| ---- | ------------------------------------ | ---------------------------- | ---------------------------------- |
| 1986 | F/X                                  | TV Reporter                  |                                    |
| 1990 | Kindergarten Cop                     | Stewardess                   |                                    |
| 1991 | Critters 4                           | Fran                         |                                    |
| 1991 | Boyz n the Hood                      | Reva Devereaux               |                                    |
| 1991 | City of Hope                         | Reesha                       |                                    |
| 1992 | Passion Fish                         | Dawn/Rhonda                  |                                    |
| 1992 | Innocent Blood                       | U.S. Attorney Sinclair       |                                    |
| 1992 | Malcolm X                            | Betty Shabazz                |                                    |
| 1993 | What's Love Got to Do with It        | Anna Mae Bullock/Tina Turner |                                    |
| 1995 | Panther                              | Betty Shabazz                |                                    |
| 1995 | Strange Days                         | Lornette 'Mace' Mason        |                                    |
| 1995 | Vampire in Brooklyn                  | Det. Rita Veder              |                                    |
| 1995 | Waiting to Exhale                    | Bernadine "Bernie" Harris    |                                    |
| 1997 | Contact                              | Rachel Constantine           |                                    |
| 1998 | How Stella Got Her Groove Back       | Stella Payne                 |                                    |
| 1999 | Our Friend, Martin                   | Miles' Mom                   | Lồng tiếng                         |
| 1999 | Music of the Heart                   | Principal Janet Williams     |                                    |
| 2000 | Supernova                            | Dr. Kaela Evers              |                                    |
| 2000 | Whispers: An Elephant's Tale         | Groove                       | Lồng tiếng                         |
| 2000 | Boesman and Lena                     | Lena                         |                                    |
| 2001 | The Score                            | Diane                        |                                    |
| 2002 | Sunshine State                       | Desiree Stokes Perry         |                                    |
| 2003 | Unchained Memories                   | Reader                       |                                    |
| 2003 | Masked and Anonymous                 | Mistress                     |                                    |
| 2004 | The Lazarus Child                    | Dr. Elizabeth Chase          |                                    |
| 2004 | Mr. 3000                             | Maureen 'Mo' Simmons         |                                    |
| 2005 | Ông bà Smith                         | Mr. Smith's Boss             | Lồng tiếng Không được ghi danh     |
| 2006 | Akeelah and the Bee                  | Tanya Anderson               |                                    |
| 2007 | Meet the Robinsons                   | Mildred                      | Lồng tiếng                         |
| 2008 | Gospel Hill                          | Sarah Malcolm                |                                    |
| 2008 | Of Boys and Men                      | Rieta Cole                   |                                    |
| 2008 | Meet the Browns                      | Brenda Brown                 |                                    |
| 2008 | Nothing But the Truth                | Bonnie Benjamin              |                                    |
| 2009 | Notorious                            | Voletta Wallace              |                                    |
| 2011 | Jumping the Broom                    | Claudine Watson              |                                    |
| 2011 | Green Lantern                        | Amanda Waller                |                                    |
| 2012 | This Means War                       | Collins                      |                                    |
| 2012 | I Ain't Scared of You                | (Chính mình)                 |                                    |
| 2013 | Olympus Has Fallen                   | Lynne Jacobs                 |                                    |
| 2013 | Black Nativity                       | Aretha Cobbs                 |                                    |
| 2014 | White Bird in a Blizzard             | Dr. Thaler                   |                                    |
| 2015 | Curious George 3: Back to the Jungle | Dr. Kulinda                  | Lồng tiếng Phát hành dưới dạng DVD |
| 2015 | Survivor                             | Ambassador Maureen Crane     |                                    |
| 2015 | Chi-Raq                              | Miss Helen                   |                                    |
| 2016 | Luân Đôn thất thủ                    | Lynne Jacobs                 |                                    |
| 2018 | Chiến binh Báo đen                   | Ramonda                      |                                    |
| 2018 | Avengers: Cuộc chiến vô cực          | Ramonda                      | Hậu kỳ                             |
| 2018 | Nhiệm vụ bất khả thi: Sụp đổ         |                              | Hậu kỳ                             |
| 2021 | Gunpowder Milkshake                  | Anna May                     |                                    |